# リニュー
株式会社リニュー（Renew、英：Renew, Inc）は、インターン事業、メディア事業を主とする東京都渋谷区道玄坂に本社を置く日本の企業。
インターンや就職活動など、学生のキャリア選択に役立つ情報を発信するWebメディア『Renew Magazine（リニューマガジン）』、就業型特化の長期インターンシップサイト『Renew（リニュー）』を運営している。

## 概要
「自分の意志でキャリアを選択する人を増やす」をミッションに、主に学生向けのインターネットメディア事業を展開している。
代表的なサービスに、学生のキャリア選択に役立つ情報を発信するWebメディア『Renew Magazine（リニューマガジン）』、就業型特化の長期インターンシップサイト『Renew』がある。Renewでは、就活生のほか、大学1年生や大学2年生からもインターンシップに挑戦することができる。利用企業は、新卒採用のミスマッチを避けることが可能。

## 沿革
- 2022年
  - 4月：株式会社Renew 設立
  - 5月：学生のキャリア選択に役立つ情報メディア「Renew Magazine[3]」リリース
  - 6月：「Renew Magazine」インターンカテゴリを新規追加
  - 7月：「Renew Magazine」就職活動カテゴリを新規追加
  - 8月：就業型特化の長期インターンシップサイト「Renew[4]」β版リリース
  - 11月：「Renew」が今年リリースされた新HRサービスに紹介[5]
- 2023年1月：就業型特化の長期インターンシップサイト「Renew」正式版リリース

## 主なサービス
- Renew - 就業型特化の長期インターンシップサイト
- Renew Magazine - 学生のキャリア選択に役立つ情報メディア